# Erna Pinner
Erna Friederike Wilhelmine Pinner, née le 27 janvier 1890 à Francfort-sur-le-Main et morte le 5 mars 1987 à Hampstead (Londres), est une dessinatrice, peintre, écrivaine, photographe et scientifique allemande et britannique. Elle est surtout connue comme peintre animalière et comme photographe de voyage.

## Biographie

### Jeunesse et formation
Erna Friederike Wilhelmine Pinner est née le 27 janvier 1890 à Francfort-sur-le-Main dans une famille de la bourgeoisie juive. Son père Oscar Pinner, originaire de Hongrie, est un chirurgien renommé et un collectionneur d'art contemporain. Il soutient les ambitions artistiques de sa fille. En 1907, âgée de dix-sept ans, elle commence sa formation artistique au Städelsches Kunstinstitut de Francfort-sur-le-Main. En 1908, elle étudie à Berlin avec Lovis Corinth. Puis elle se rend à Paris pour étudier avec Félix Vallotton, Maurice Denis et Paul Sérusier à l'Académie Ranson,.

### Carrière en Allemagne
Erna Pinner retourne en Allemagne peu avant le déclenchement de la Première Guerre mondiale et travaille comme peintre et graphiste. Elle peint et dessine principalement des animaux qu'elle observe au zoo de Francfort et illustre des articles de vulgarisation scientifique. 

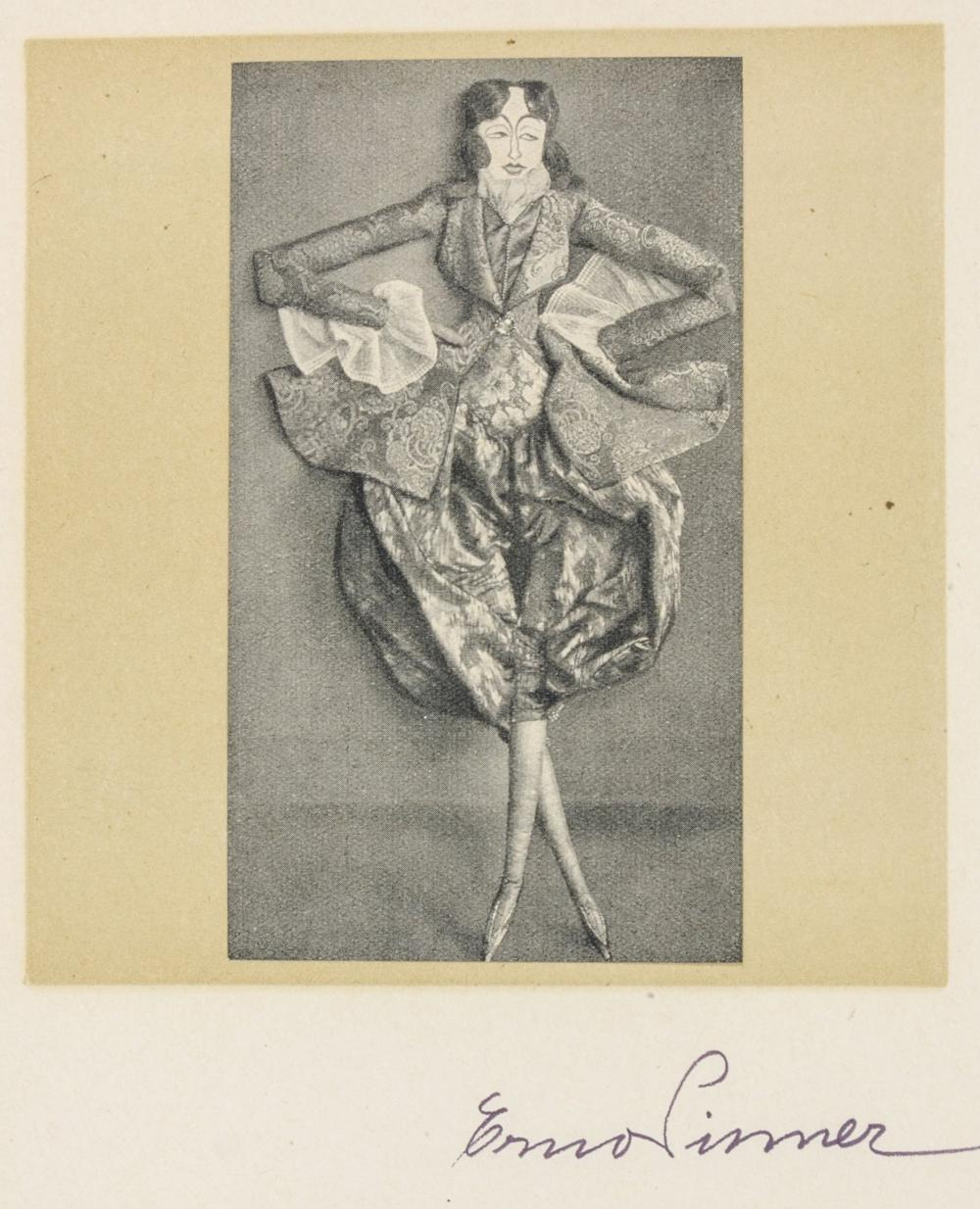
Une poupée d'Erna Pinner. Photo extraite de Das Puppenbuch, 1921

À partir de 1914, elle imagine et fabrique des poupées, presque grandeur nature, les poupées Pinner  qui inspirent des danseurs comme Niddy Impekoven (de) et figurent dans des productions du Deutsches Theater, au Frankfurter Theater et dans des films d'Asta Nielsen. Elles sont également exposées à Francfort en 1915. Aucune poupée originale n'a été retrouvée, seules des photographies sont encore visibles,,,. 
En 1916, Erna Pinner rencontre l'écrivain Kasimir Edschmid, fondateur de la Sécession de Darmstadt (de)et commence avec lui une relation qui durera 16 ans durant lesquels ils vivent séparément chez leurs parents respectifs, elle à Francfort, lui à Darmstadt. Ils se consacrent avant tout à leur travail et collaborent aussi sur le plan artistique : Erna Pinner illustre les œuvres de Kasimir Edschmidt et conçoit des costumes pour ses pièces de théâtre. Erna Pinner entre ainsi dans le cercle littéraire et artistique autour de l'éditeur Joseph Würth (de) et de sa revue expressionniste Die Dachstaube, pour laquelle elle travaille aussi comme illustratrice,. 
Elle noue également des contacts avec des écrivains comme Annette Kolb, Theodor Däubler et René Schickele, qui appartiennent au cercle autour de la revue Tribune der Kunst und Zeit (1919-1923) éditée par Kasimir Edschmid. À partir de 1919, elle rejoint la Sécession de Darmstadt (de) et participe régulièrement à leurs expositions.   
Son premier livre, Das Schweinebuch. Ein Schweinemärchen von der Geburt bis zur Wurst paraît en 1921. Lors de sa préparation, elle contracte la poliomyélite, probablement dans la porcherie où elle observe les cochons, sujets de son livre. Elle en garde des séquelles et doit désormais utiliser une canne pour marcher. De 1923 à 1933, elle publie de nombreux livres en collaboration avec Kasimir Edschmid, essentiellement des récits de leurs voyages : Zur Naturgeschichte der Antilopen en 1923, Der Russenzoo. Tierskizzen en 1926, et Tiere, Mädchen und Antilopenjagd am Nil en 1928.   
Au milieu des années 1920, Erna Pinner et Kasimir Edschmid voyagent beaucoup ensemble, dans un premier temps vers l'Europe du Sud : France, Italie, Monténégro, Croatie (1925) et Grèce (1927), mais aussi Espagne et Maroc (1926). En 1928, ils voyagent à travers l'Égypte, la Syrie et la Palestine, l'Afrique de l'Ouest, du Sud et de l'Est et, en 1930, en Amérique du Sud pendant plusieurs mois.   
Ces voyages donnent lieu à de nombreux récits écrits par Kasimir Edschmid et illustrés par les dessins et photographies d'Erna Pinner, comme Zur Naturgeschichte der Antilopen en 1923, Der Russenzoo. Tierskizzen en 1926, et Tiere, Mädchen und Antilopenjagd am Nil en 1928,  
Erna Pinner en tire également ses propres livres : Eine Dame in Griechenland en 1927 et Ich reise duch die Welt en 1931,.  
Elle collabore avec la Frankfurter Zeitung jusqu'à la guerre.  

### Le nazisme et l'émigration en Angleterre
Avec l'arrivée au pouvoir des nazis, la carrière artistique d'Erna Pinner en Allemagne prend fin : en 1935, elle est expulsée de la Chambre des beaux-arts du Reich en raison de ses origines juives et ne reçoit plus de commandes. Elle émigre au Royaume-Uni avec sa mère, laissant derrière elles ses œuvres qui seront par la suite détruites dans le bombardement de la maison de ses parents. Kasimir Edschmid reste en Allemagne, il épouse la musicienne Elisabeth von Harnier en 1941,.
Le cousin d'Erna Pinner, Oscar Joseph vit déjà à Londres et facilite leur immigration. Il est président du Jewish Refugee Fund à Londres d'où il organise le Kindertransport vers le Royaume-Uni en 1938/39, qui permet de faire venir des enfants juifs d'Allemagne vers le Royaume-Uni. Elle le soutient dans des campagnes d'aide aux réfugiés d'Allemagne et d'Autriche. L'année de son arrivée en Angleterre, Erna Pinner trouve un petit appartement dans un immeuble neuf à Hampstead, Cleve Road, où elle vit jusqu'à sa mort en 1987,.
En Angleterre, elle gagne sa vie d'abord en illustrant des cartes de vœux, puis elle rencontre Julian Huxley, le directeur du zoo de Londres, qui connaît déjà son travail de dessinatrice, à travers son livre Tierskizzen aus dem Frankfurter Zoo. Grâce à lui et aux études de biologie qu'elle entreprend, elle réussit à reprendre sa carrière en exil, en illustrant des livres de zoologie, de paléontologie et d'histoire naturelle. Elle illustre Animal Favourites en 1936 pour David Seth Smith et, en 1937, contribue au guide officiel du zoo de Londres. Ses illustrations du livre Bambi's Children de Felix Salten, en 1939 la rendent célèbre.
Elle illustre ensuite Animal Behaviour de J. A. Loeser en 1940 et deux volumes du zoologiste Geoffrey Marr Vevers, Animals from A to Z en 1945 et Animals of the USSR en 1948. Ces ouvrages sont réédités à plusieurs reprises. 
Curious Creatures est publié en 1951. Avec ses illustrations, riches en détails, ce livre est son meilleur succès. Il est traduit dans sept langues,.
Une liste des publications d'Erna Pinner, établie en 1969, comporte pas moins de 70 titres.

### L'après-guerre
Après la guerre, Erna Pinner, qui a obtenu la nationalité britannique en 1947, reste au Royaume-Uni. Elle publie à nouveau dans des quotidiens et des hebdomadaires en Allemagne et en Suisse, comme Die Tat, Die Weltwoche et Naturwissenschaftliche Rundschau et écrit des manuscrits pour la radio.  

#### Dommages de guerre et restitution
Après la guerre, Erna Pinner entame une procédure pour obtenir des dédommagements aux pertes qu'elle a subies à cause du régime nazi et de la guerre : compensation pour la perte de ses livres, de ses œuvres originales, des peintures et des gravures appartenant à la collection familiale que sa mère, Anna Pinter, avait été obligée de laisser et indemnisation pour cessation de la vie professionnelle. La procédure judiciaire traîne durant des années. Dans sa correspondance avec Kasimir Edschmid, elle mentionne avoir reçu un "un acompte provisoire de sept mille marks" en 1956 et, quelques mois plus tard, "une pension de compensation professionnelle de quatre cent vingt-neuf marks par mois". 
La reconnaissance du droit au "contenu de leur maison vendu aux enchères par la Gestapo " s'est avérée plus difficile. L'affaire traîne jusque dans les années 1960 et n'est jamais entièrement résolue. Erna Pinner écrit à Kasimir Edschmid qu'un tableau de Lovis Corinth appartenant à ses parents, Paraphrasen, un portrait de Charlotte Berend-Corinth, épouse du peintre, et l'œuvre la plus importante de la collection d'Oscar Pinner, se trouve maintenant en Espagne, et qu'elle doit engager un avocat à Francfort. Le tableau est passé entre les mains de divers marchands d'art et collectionneurs pour devenir la propriété d'un particulier en 1995. Ce n'est qu'en 2013 qu'un règlement est conclu avec les héritiers d'Erna Pinner concernant ce tableau.  

### Fin de vie et postérité
Erna Pinner décède à Londres le 5 mars 1987 à l'âge de 97 ans. 
En 2014, ses héritiers font don de nombreuses œuvres de sa succession au Musée juif de Francfort-sur-le-Main, dont environ 400 aquarelles, dessins et estampes ainsi qu'au Musée Städel de Francfort. Une partie de sa correspondance est conservée aux archives allemandes de l'exil à la Bibliothèque nationale allemande. La correspondance d'Erna Pinner et Kasimir Edschmid est publiée en 1999

## Œuvre artistique
Erna Pinner se définit comme “peintre animalier, naturaliste, illustratrice, écrivaine".
À ses débuts, probablement inspirée par ses professeurs français, elle peint des paysages et des portraits aux contours accentués, à l'huile ou à l'aquarelle. Dès sa jeunesse, elle réalise des études au zoo de Francfort, pour lequel elle conçoit plus tard des affiches. 
Ses illustrations sont méticuleuses, précises et témoignent d'une signature artistique affirmée. Elle se distingue des peintres animaliers par une plus grande liberté artistique tout en veillant à la précision scientifique.
Les dessins et aquarelles d'Erna Pinner sont régulièrement exposées exposées dans la galerie de Ludwig Schames à Francfort et celles d'Alfred Flechtheim à Berlin, Düsseldorf et Francfort dès les années 1930,. 
Les animaux sont au premier plan de son intérêt et de son travail tout au long de sa vie, une passion qu'elle partage avec des artistes tels que Renée Sintenis, Franz Marc, Heinrich Campendonk et Kay H. Nebel. 
Erna Pinner est également une photographe reconnue. Ses photos illustrent notamment les récits de voyage écrits par Kasimir Edschmid.

## Publications (sélection)
(septembre 2024).

### Traduction en français
- Etranges créatures, trad. de l'anglais par Collin Delavaud, Stock 1953
- Merveilles de la vie animale, texte de Monica Shorten, 1947

### Traduction en allemand ou anglais
- (de) Erna Pinner (texte et ill.), Schweinebuch. Von der Geburt bis zur Wurst. Erich Reiss, 1921
- (de) Erna Pinner, Eine Dame in Griechenland, avec 30 illustrations de l'autrice, Darmstädter Verlag, 1927
- (de) Kasimir Edschmid, Luxus-Hunde, avec dix gravures originales d'Erna Pinner, Darmstädter Verlag, 1927
- (de) Erna Pinner, Tierskizzen aus dem Frankfurter Zoo. 1927
- (de) Erna Pinner, Ich reise durch die Welt. Avec 40 dessins à la plume de l'autrice, Reiss Verlag, 1931.
- (de) Kasimir Edschmid (texte), Erna Pinner (ill; et photos), Afrika nackt und angezogen: Zeichnungen und Photographien von Erna Pinner, 1934
- (en) J.A. Loeser, (auteur), Erna Pinner (illustr.), Animal Behaviour, 1936
- (en) Felix Salten, Bambi's Children, illustration d'Erna Pinner, Grosset & Dunlap, New York, 1939
- (en) Horace William Devereux Longden (auteur), Erna Pinner (illustr.), Beasts and Birds of Africa, 1940
- (en) Geoffrey Marr Vevers (auteur), Erna Pinner (illustr.), Animals from A to Z, 1945
- (en) Geoffrey Marr Vevers (auteur), Erna Pinner (illustr.), Animals of the USSR, 1948
- (en) Erna Pinner, texte et illustrations, Curious Creatures. 1951
- (en) Geoffrey Marr Vevers (auteur), Ludwig Koch (auteur), Erna Pinner (illustr.), Born Alive, 1959.
- (de) Erna Pinner, Kasimir Edschmid, Ulrike Edschmid (éd.), "Wir wollen nicht mehr darüber reden " : Erna Pinner und Kasimir Edschmid : eine Geschichte in Briefen, Luchterhand, 1999  (ISBN 978-3630870274)

## Expositions
- Ludwig Schames Art Gallery, Frankfurt
- Alfred Flechtheim Gallery, Berlin
- 2004 : Ich reise durch die Welt. Die Zeichnerin und Publizistin Erna Pinner. Une exposition de Barbara Weidle en collaboration avec les Archives allemandes de l'exil 1933-1945 de la Bibliothèque nationale de Francfort-sur-le-Main[16]
- 2022 : Zurück ins Licht: vier Künstlerinnen - Ihre Werke. Ihre Wege, Musée juif de Francfort, consacrée à 4 artistes femmes : Ruth Cahn, Erna Pinner, Amalie Seckbach et Rosy Lilienfeld dont la carrière a été brisée par la guerre et l'antisémitisme

## Distinction
- 1960 : Ordre du Mérite de la République fédérale d'Allemagne, première classe[1],[8]